# Дороти и чучело в стране Оз
«Дороти и чучело в стране Оз» (англ. Dorothy and the Scarecrow in Oz) — продолжение фильма «Чудесный волшебник страны Оз».

## Сюжет
Дороти и чучело в Изумрудном городе. Они держат путь в страну Оз, где Дороти надеется вернуться домой, чучело хочет получить мозг, а Жестяной Человек — сердце. Вскоре происходит невероятное — Дороти становится принцессой.

## Интересные факты
- Премьера фильма — 14 апреля 1910.

## Другие фильмы серии
«Чудесный волшебник страны Оз» (1910) 
«Страна Оз» (1910) 
«Джон Дау и херувим» (1910)